# Rodolfo Bodipo
Rodolfo Bodipo Díaz (Dos Hermanas, 25 oktober 1977) is een in Spanje geboren, tot Equatoriaal-Guinees genaturaliseerde betaald voetballer die bij voorkeur in de aanval speelt. Hij tekende in juni 2006 een vijfjarig contract bij Deportivo La Coruña, met een optie voor nog twee jaar. In 2003 debuteerde hij in het Equatoriaal-Guinees voetbalelftal.

## Clubvoetbal
Bodipo werd in Spanje geboren als zoon van een Spaanse moeder en een vader uit Equatoriaal-Guinea. Hij speelde vanaf 1995 bij CD Montequinto. Na een seizoen bij CD Isla Cristina (1997/1998) werd hij gecontracteerd door Recreativo Huelva, dat destijds in de Segunda División A speelde. In 2002 debuteerde Bodipo bij Racing de Santander in de Primera División. Na twee seizoenen bij Deportivo Alavés tekende de aanvaller in 2006 een vijfjarig contract bij Deportivo de La Coruña met daarin een optie voor nog twee seizoenen.La Coruña verhuurde Bodipo in juli 2010 voor een jaar aan FC Vaslui. Na één maand keerde hij echter al terug. Sinds begin 2011 speelt hij voor zes maanden op huurbasis voor Elche CF.

### Statistieken
| seizoen    | club                | land              | competitie         | wed. | goals |
| ---------- | ------------------- | ----------------- | ------------------ | ---- | ----- |
| 1998/99    | Recreativo Huelva   | Vlag van Spanje   | Segunda División A | 19   | 7     |
| 1999/00    | Recreativo Huelva   | Vlag van Spanje   | Segunda División A | 38   | 6     |
| 2000/01    | Recreativo Huelva   | Vlag van Spanje   | Segunda División A | 39   | 8     |
| 2001/02    | Racing Santander    | Vlag van Spanje   | Segunda División A | 25   | 11    |
| 2002/03    | Racing Santander    | Vlag van Spanje   | Primera División   | 24   | 9     |
| 2003/04    | Racing Santander    | Vlag van Spanje   | Primera División   | 30   | 7     |
| 2004/05    | Deportivo Alavés    | Vlag van Spanje   | Segunda División A | 39   | 16    |
| 2005/06    | Deportivo Alavés    | Vlag van Spanje   | Primera División   | 35   | 7     |
| 2006/07    | Deportivo La Coruña | Vlag van Spanje   | Primera División   | 7    | 2     |
| 2007/08    | Deportivo La Coruña | Vlag van Spanje   | Primera División   | 19   | 1     |
| 2008/09    | Deportivo La Coruña | Vlag van Spanje   | Primera División   | 21   | 5     |
| 2009/10    | Deportivo La Coruña | Vlag van Spanje   | Primera División   | 15   | 0     |
| 2010/11    | → FC Vaslui (huur)  | Vlag van Roemenië | Liga 1             | 3    | 0     |
| 2010/11    | → Elche CF (huur)   | Vlag van Spanje   | Segunda División A | 23   | 2     |
| Bijgewerkt | 24-08-2011          |                   |                    |      |       |

## Nationaal elftal
Bodipo debuteerde in 11 oktober 2003 in het Equatoriaal-Guinees nationaal elftal in een kwalificatiewedstrijd voor het WK 2006 tegen Togo. Op 3 september 2006 maakte hij in de kwalificatiewedstrijd voor de African Cup of Nations 2008 tegen Liberia zijn eerste interlanddoelpunt. Bodipo behoorde als aanvoerder tot de selectie voor de African Cup of Nations 2012, waarvan Equatoriaal-Guinea samen met Gabon gastland was.